# Al-Balqa
Al-Balqa (àrab: البلقاء, al-Balqāʾ) és una regió històrica de Jordània entre el riu Zarka (Yabbok) al nord i el riu al-Mudjib (Arnon) al sud. En l'actualitat Al-Balqa és també el nom d'una governació de Jordània.
A l'època hel·lenistica la formaven la Perea, (capital Gàdara), el territori de Filadèlfia (Amman) inclòs dins la Decàpolis, i la part septentrional del regne dels Nabateus. El 106 Trajà va incloure tota la regió dins la nova província d'Aràbia Pètria en la qual la Nabatea pròpia fou engrandida fins a Bostra. A l'època romana d'Orient el riu Arnon marcava el límit entre les províncies d'Aràbia (al nord) i de Palestina Tercera (Palestina Tertia, al sud); a la primera hi havia els bisbats de Filadelfia, Esbous o Husban i Madaba.
La regió fou conquerida per Yazid ibn Abi-Sufyan poc després de la presa de Damasc. Amman es va rendir per capitulació sense lluita. Els califes omeies hi van tenir diverses residències com al-Mshatta, al-Ziza, al-Kastal, Umm al-Walid, i diversos castells colm Kusayr Amra, al-Kharane, Kasr al-Hallabat i Kasr al-Tuba). En aquest temps al-Balka designava un territori més gran que incloïa llocs de la regió d'Adjlun, com Arbad o Irbid (on va morir Yazid II), i del Maab, com al-Muta. La divisió administrativa tenia el seu propi amil o cap militar que depenia del djund de Damasc, que en un moment al-Yaqubí al final del segle ix esmenta com a dividit en dos seccions, el Ghawr amb capital a Jericó i el Zahir, amb capital a Amman, però un segle després depenia del jund de Filistin segons al-Maqdissí.
Fou possessió dels aiúbides i sota els mamelucs va formar un districte amb capital a Husban, dins la província de Damasc, encara que temporalment apareix un segon districte, al-Salt, depenent de la niyaba d'al-Karak.